# X-Men: Figli dell'atomo
X-Men: Figli dell'atomo (X-Men: Children of the Atom) è una miniserie di sei numeri pubblicata dalla Marvel Comics fra il novembre 1999 e l'aprile 2000. Sceneggiata da Joe Casey e disegnata da Steve Rude, la serie ripropone le origini dei primi cinque X-Men, vale a dire Angelo, Bestia, Ciclope, Marvel Girl e Uomo Ghiaccio più il Professor X, riadattandole al nuovo millennio.
In Italia, la miniserie è stata pubblicata tutta contemporaneamente nel maggio 2003 all'interno della serie di albi 100% Marvel Best edita dalla Panini Comics - Marvel Italia.